# Mel Blyth
Mel Blyth, diminutivo di Melvin Bernard Blyth (Norwich, 28 luglio 1944 – Carshalton, 11 gennaio 2024) è stato un calciatore inglese, di ruolo difensore.

## Caratteristiche tecniche
Era un difensore centrale.

## Carriera
Dopo aver giocato a livello semiprofessionistico con il Great Yarmouth ed aver fatto parte (senza presenze in partite ufficiali) della rosa del Norwich City , nell'ottobre del 1967 viene portato da Ron Ashman (ex allenatore dei Canaries) allo Scunthorpe Utd, club di terza divisione, con cui all'età di 23 anni fa quindi il suo effettivo esordio tra i professionisti, segnando 3 reti in 27 partite di campionato giocate; a fine anno lascia gli Irons, retrocessi in quarta divisione, per accasarsi ai londinesi del Crystal Palace, in seconda divisione; con i Glaziers conquista una promozione in prima divisione (la prima nella storia del club), e nella prima giornata della stagione 1969-1970, contro il Manchester Utd, realizza il primo gol in prima divisione nella storia del club, a cui aggiunge un'altra rete la settimana successiva contro l'Everton: saranno le sue uniche due reti stagionali, in complessive 33 partite di campionato giocate. Nei tre anni successivi gioca poi rispettivamente 38, 41 e 39 partite, restando nel club anche nella stagione 1973-1974, giocata nuovamente in seconda divisione, e conclusasi con una seconda retrocessione, questa volta in terza divisione.
Dopo la retrocessione in terza divisione, Blyth viene ceduto per 60000 sterline al Southampton, in seconda divisione; rimane ai Saints fino al novembre del 1977, segnando 6 reti in 105 partite di campionato (tutte in seconda divisione) e giocando 6 partite nella Coppa delle Coppe 1976-1977, alla quale i Saints presero parte grazie alla vittoria della FA Cup 1975-1976 (prima FA Cup della loro storia), sucesso a cui Blyth contribuì giocando da titolare al centro della difesa biancorossa in coppia con Jim Steele. Il suo club successivo è nuovamente il Crystal Palace, dove rimane in prestito per pochi mesi, giocando solamente 6 partite di campionato. Nel novembre del 1978, dopo due fugaci parentesi rispettivamente nella prima divisione sudafricana al Cape Town City ed ai semiprofessionisti inglesi del Margate, si accasa ai londinesi del Millwall, dove rimane fino al 1981 giocando in totale 75 partite tra seconda e terza divisione. Si ritira infine nel 1982, all'età di 38 anni, dopo aver giocato anche nella prima divisione di Hong Kong con il Bulova e con i semiprofessionisti inglesi dell'Andover.
In carriera ha totalizzato complessivamente 429 presenze e 18 reti nei campionati della Football League.

## Palmarès

### Club

#### Competizioni nazionali
- Coppa d'Inghilterra: 1

Southampton: 1975-1976